# 2017 في ترينيداد وتوباغو
فيما يلي قوائم الأحداث التي وقعت خلال عام 2017 في ترينيداد وتوباغو.

## رياضة
- 1 يناير – ترينيداد وتوباغو في بطولة العالم للألعاب المائية 2017

## موسيقى

### أغاني
من الأغاني التي صدرت هذه السنة في ترينيداد وتوباغو:
- 24 فبراير – سوالالا من غناء نيكي ميناج.

## وفيات

### مارس
- 27 مارس – كليم كورتيس (مواليد 1940) مغني من المملكة المتحدة.